# Viaduc de La Garde-Adhémar
 (octobre 2021).
Si vous disposez d'ouvrages ou d'articles de référence ou si vous connaissez des sites web de qualité traitant du thème abordé ici, merci de compléter l'article en donnant les références utiles à sa vérifiabilité et en les liant à la section « Notes et références ».
Le viaduc de La Garde-Adhémar est un pont ferroviaire français franchissant le canal de Donzère-Mondragon entre La Garde-Adhémar et Pierrelatte, dans la Drôme. Long de 325 mètres, ce pont bow-string, achevé en 2000 et mis en service en 2001, porte la LGV Méditerranée.